# باتريك إيز
باتريك فرايداي إيز (بالإنجليزية: Patrick Friday Eze)‏ (مواليد 22 ديسمبر 1992) هو لاعب كرة قدم نيجيري لعب سابقاً لنادي الفجيرة الإماراتي و القادسية السعودي و الأهلي القطري.

## إحصائيات مشاركاته

### مع الأندية
آخر تحديث في 26 سبتمبر 2016
| الفريق             | الموسم    | الدوري  | الدوري | الكأس   | الكأس | البطولات القارية | البطولات القارية | الإجمالي | الإجمالي |
| الفريق             | الموسم    | مشاركات | أهداف  | مشاركات | أهداف | مشاركات          | أهداف            | مشاركات  | أهداف    |
| ------------------ | --------- | ------- | ------ | ------- | ----- | ---------------- | ---------------- | -------- | -------- |
| راد بيوغراد        | 2013–2014 | 2       | 0      | 0       | 0     | —                | —                | 2        | 0        |
| نابريداك كروشيفاتس | 2013–2014 | 3       | 0      | 0       | 0     | —                | —                | 3        | 0        |
| ملادوست لوتساني    | 2014–2015 | 26      | 15     | 0       | 0     | —                | —                | 26       | 15       |
| الفجيرة            | 2015–2016 | 24      | 14     | 3 [*]   | 3     | —                | —                | 27       | 17       |
| القادسية (إعارة)   | 2016–2017 | 4       | 2      | 0       | 0     | —                | —                | 4        | 2        |

## روابط خارجية
- باتريك إيز على موقع الاتحاد الأوربي (الإنجليزية)
- باتريك إيز على موقع اتحاد تركيا (لاعب) (الإنجليزية)
- باتريك إيز على موقع قاعدة بيانات كرة القدم.إي يو (الإنجليزية)
- باتريك إيز على موقع ليكيب (الفرنسية)
- باتريك إيز على موقع Soccerway.com (الإنجليزية)
- باتريك إيز على موقع عالم كرة القدم.نت (الإنجليزية)